# Copa de Catalunya 2008/09
De Copa de Catalunya 2008/09 was de twintigste editie van de Copa de Catalunya, een bekertoernooi voor voetbalclubs uit de Spaanse autonome regio Catalonië, en werd gewonnen door UE Sant Andreu.

## Opzet
Iedere ronde wordt gespeeld via het knockout-systeem met slechts één wedstrijd. Clubs uit de lagere divisies startten in de eerste ronde (Primera Eliminatòria). Uiteindelijk plaatsen twee clubs uit de lagere divisies zich voor de halve finale. Voor de kwartfinale was Gimnàstic de Tarragona geplaatst, aangezien deze club in het voorafgaande seizoen speelde in de Segunda División A. Voor halve finale waren FC Barcelona en RCD Espanyol al geplaatst, aangezien deze clubs in het voorafgaande seizoen speelden in de Primera División.

## Achtste finale
| datum            | Team #1           | Team #2              | Uitslag   |
| ---------------- | ----------------- | -------------------- | --------- |
| 17 augustus 2008 | FC Santboià (III) | CF Gavà (IIb)        | 3-0       |
| 17 augustus 2008 | Girona FC (IIa)   | UE Sant Andreu (IIb) | 1-2       |
| 17 augustus 2008 | UE Cornellà (III) | Terrassa FC (IIb)    | 2-2 (4-5) |

## Kwartfinale
| datum            | Team #1                      | Team #2              | Uitslag |
| ---------------- | ---------------------------- | -------------------- | ------- |
| 24 augustus 2008 | FC Santboià (III)            | Terrassa FC (IIb)    | 3-1     |
| 24 augustus 2008 | Gimnàstic de Tarragona (IIa) | UE Sant Andreu (IIb) | 0-2     |

## Halve finale
FC Barcelona: Oier Olazábal; Jonathan López, Polaco (46. Martín Montoya), Héctor Verdés (57. Oriol Romeu), Alberto Botía; Andreu Fontàs, Abraham, Sergi Busquets (46. José Manuel Rueda); Víctor Vázquez, Gerard Zambudio (46. Rubén Rochina) (73. Jonathan Dos Santos) en Adrià Carmona.

## Finale
Federació Catalana de Futbol · Catalaans voetbalelftal · Catalaans vrouwenvoetbalelftal 

historische competities 

Campionat de Catalunya · Campionat de Catalunya de Segona Categoria · Trofeu Moscardó 

hedendaagse competities 

Copa de Catalunya · Tercera División Grupo 5 · Primera Divisió Catalana · Amateurvoetbal 